# Campeonato Sergipano 2025
In 2025 werd het 102de Campeonato Sergipano gespeeld voor voetbalclubs uit de Braziliaanse staat Sergipe. De competitie werd georganiseerd door de FSF en werd gespeeld van 11 januari tot 29 maart. Confiança werd kampioen.

## Eerste fase
| Plaats | Club               | Wed. | Wa | G | V | Saldo | Ptn. |
| ------ | ------------------ | ---- | -- | - | - | ----- | ---- |
| 1.     | Confiança          | 9    | 6  | 2 | 1 | 26:8  | 20   |
| 2.     | Itabaiana          | 9    | 5  | 4 | 0 | 18:7  | 19   |
| 3.     | Lagarto            | 9    | 5  | 2 | 2 | 20:8  | 17   |
| 4.     | América de Propriá | 9    | 4  | 3 | 2 | 10:6  | 15   |
| 5.     | Guarany            | 9    | 4  | 1 | 4 | 9:19  | 13   |
| 6.     | Falcon             | 9    | 4  | 0 | 5 | 11:15 | 12   |
| 7.     | Sergipe            | 9    | 3  | 2 | 4 | 10:11 | 11   |
| 8.     | Dorense            | 9    | 2  | 2 | 5 | 7:12  | 8    |
| 9.     | Barra              | 9    | 2  | 1 | 6 | 8:27  | 7    |
| 10.    | Carmópolis         | 9    | 0  | 3 | 6 | 10:16 | 3    |

|  | Geplaatst voor derde fase  |
|  | Geplaatst voor tweede fase |
|  | Degradatie play-off        |

## Tweede fase
In geval van gelijkspel worden strafschoppen genomen, tussen haakjes weergegeven. 
| Team #1            | Score.      | Team #2 |
| ------------------ | ----------- | ------- |
| Lagarto            | 0 - 0 (2-4) | Falcon  |
| Itabaiana          | 2 - 0       | Sergipe |
| América de Propriá | 1 - 0       | Guarany |

## Derde fase
In geval van gelijkspel worden strafschoppen genomen, tussen haakjes weergegeven
|  | halve finale       | halve finale | halve finale | halve finale |  |           | finale | finale | finale | finale |
|  |                    |              |              |              |  |           |        |        |        |        |
|  |                    |              |              |              |  |           |        |        |        |        |
|  | América de Propriá | 1            | 0            | 1            |  |           |        |        |        |        |
|  | Itabaiana          | 1            | 1            | 2            |  |           |        |        |        |        |
|  |                    |              |              |              |  | Itabaiana | 1      | 1      | 2      |        |
|  |                    |              |              |              |  | Confiança | 2      | 1      | 3      |        |
|  | Falcon             | 1            | 0            | 1            |  |           |        |        |        |        |
|  | Confiança          | 2            | 3            | 5            |  |           |        |        |        |        |

## Totaalstand
| Plaats | Club               | Wed. | W | G | V | Saldo | Ptn. |
| ------ | ------------------ | ---- | - | - | - | ----- | ---- |
| 1.     | Confiança          | 13   | 9 | 3 | 1 | 34:11 | 30   |
| 2.     | Itabaiana          | 13   | 6 | 6 | 1 | 22:11 | 24   |
| 3.     | Lagarto            | 9    | 5 | 2 | 2 | 20:8  | 17   |
| 4.     | América de Propriá | 11   | 4 | 4 | 3 | 11:8  | 16   |
| 5.     | Guarany            | 9    | 4 | 1 | 4 | 9:19  | 13   |
| 6.     | Falcon             | 11   | 4 | 0 | 7 | 12:20 | 12   |
| 7.     | Sergipe            | 9    | 3 | 2 | 4 | 10:11 | 11   |
| 8.     | Dorense            | 9    | 2 | 2 | 5 | 7:12  | 8    |
| 9.     | Barra              | 9    | 2 | 1 | 6 | 8:27  | 7    |
| 10.    | Carmópolis         | 9    | 0 | 3 | 6 | 10:16 | 3    |

|  | Kampioen, geplaatst voor Copa do Brasil 2026 en de Copa do Nordeste 2026 |
|  | Vicekampioen, geplaatst voor Copa do Brasil 2026                         |
|  | Geplaatst voor Série D 2026                                              |
|  | Uitgeschakeld in halve finale                                            |
|  | Degradatie                                                               |

### Kampioen
| Campeonato Sergipano de 2025 - Série A1 |
| Sergipe                                 |
| --------------------------------------- |
| CONFIANÇA Kampioen (24° titel)          |

1918 · 1919 · 1920 · 1921 · 1922 · 1923 · 1924 · 1925 · 1926 · 1927 · 1928 · 1929 · 1930 · 1931 · 1932 · 1933 · 1934 · 1935 · 1936 · 1937 · 1938 · 1939 · 1940 · 1941 · 1942 · 1943 · 1944 · 1945 · 1946 · 1947 · 1948 · 1949 · 1950 · 1951 · 1952 · 1953 · 1954 · 1955 · 1956 · 1957 · 1958 · 1959 · 1960 · 1961 · 1962 · 1963 · 1964 · 1965 · 1966 · 1967 · 1968 · 1969 · 1970 · 1971 · 1972 · 1973 · 1974 · 1975 · 1976 · 1977 · 1978 · 1979 · 1980 · 1981 · 1982 · 1983 · 1984 · 1985 · 1986 · 1987 · 1988 · 1989 · 1990 · 1991 · 1992 · 1993 · 1994 · 1995 · 1996 · 1997 · 1998 · 1999 · 2000 · 2001 · 2002 · 2003 · 2004 · 2005 · 2006 · 2007 · 2008 · 2009 · 2010 · 2011 · 2012 · 2013 · 2014 · 2015 · 2016 · 2017 · 2018 · 2019 · 2020 · 2021 · 2022 · 2023 · 2024 · 2025